# Onuma Sittirak
Onuma Sittirak (Tailandês: อรอุมา สิทธิรักษ์) (Surat Thani, 13 de junho de 1986, é uma voleibolista indoor tailandesa atuante na posição de Ponta e também Oposto pelos clubes nacionais e internacionais, com marca de alcance no ataque de 307 cm e 288 de alcance no bloqueio, e conquistou pela Seleção Tailandesa foi bicampeã do Campeonato Asiático nos anos de 2009 e 2013, possui duas medalhas de bronze nas edições de 2007 e 2015; traz em seu currículo o pentacampeonato consecutivo em edições dos Jogos do Sudeste Asiático  nos anos de 2007, 2009, 2011, 2013 e 2015; além do bronze nos Jogos Asiáticos de 2014 na Coreia do Sul e na edição da Universíada de 2013 na China.Também possui a medalha de ouro , prata e bronze em edições da Copa Asiática nos anos de  2012, 2010 e 2008, respectivamente e conquistou a prata na edição do Montreux Volley Master 2016. Em clubes conquistou o tricampeonato no Campeonato Asiático de Clubes nos anos de 2009,2010 e 2011, e um bronze na edição de 2012.

## Carreira
Em 1996 ingressou nas categorias de base do Bangkok Bank VC, chegou até a competir no colégio nas provas de 100m e 200m rasos, depois optou pelo voleibol.Sua trajetória profissional pelo clube tailandês do BEC World na temporada 2004-05.Nesta temporada disputou o Campeonato Asiático de 2004 em Almaty,recebeu o prêmio de “Miss Volleyball” nesta edição, quando finalizou na quinta colocação.
Ainda na categoria juvenil jogou por alguns clubes vietnamitas, em 2005 atuava pelo Tuần Châu Club jogou parte da Liga Vietnamita  e conquistou o vice-campeonato.Na jornada 2005-06 atuou pelo clube turco chamado Şişli /Filly.Nas competições de  2006-07 transferiu-se para o clube vietnamita do Hai Duong.
Em 2006 foi convocada para Seleção Tailandesa para disputar a edição do Grand Prix, na ocasião vestia a camisa#6 e finalizou na décima primeira colocação.Neste mesmo ano representou a seleção principal na edição dos Jogos Asiáticos em Doha no Qatar, ocasião que conquistou o quarto lugar.
Na temporada de 2007 atuou pela Seleção Tailandesa e disputou a edição do Campeonato Asiático  realizado em Nakhon Ratchasima e alcançou a medalha de bronze.Disputou em 2007 a edição da Copa do Mundo no Japão finalizando na décima posição.Na XXIV edição dos Jogos Asiáticos de 2007, sediado em Nakhon Ratchasima conquistou a medalha de ouro.
No período esportivo 2007-08 jogada pelo clube do Vietnã  Quảng Ninh.Em 2008 voltou a servir a seleção de seu país no Torneio Pré-Olímpico Mundial realizado em Tóquio e finalizou na sétima posição, não alcançando a vaga olímpica.Disputou a Copa Asiática de 2008 em Nakhon Ratchasima e conquistou o bronze.Disputou com a camisa#6 o Grand Prix de 2008 finalizando na décima primeira colocação geral.
Transferiu-se- para o clube suíço do Zeiler Köniz e sagrou-se campeã da Liga A Suíça correspondente e disputou a edição da Copa CEV 2008-09, avançou a fase das oitavas de final.
Em 2009 reforçou o clube tailandês do Federbräu  no Campeonato Asiático de Clubes sediado em Nakhon Pathom e conquistou a medalha de ouro e foi eleita a Melhor Jogadora (MVP) e também a Melhor Atacante da edição.
Pela Seleção Tailandesa conquistou a medalha de ouro no Campeonato Asiático de 2009 sediado na cidade Hanói qualificando-se para a Copa dos Campeões no mesmo ano  e foi a Melhor Jogadora (MVP) da edição.Nesta temporada disputou pela terceira vez  a edição do Grand Prix e finalizou na oitava colocação geral.
Na supracitada Copa dos Campeões, vestiu a camisa#6 da Seleção Tailandesa alcançando o sexto lugar; também obteve a segunda medalha de ouro consecutiva na XXV edição dos Jogos Asiáticos de 2009  na cidade de Vientiane.
Renovou com o Zeiler Köniz para competir no período 2009-10 e conquistou o vice-campeonato da Liga A Suíça e disputou nesta temporada a Challenge Cup correspondente, na fase de qualificação não disputando a fase eliminatória seguinte.
Em 2010 reforçou o clube tailandês do Federbräu no Campeonato Asiático de Clubes sediado em Gresik, na Indonésia e conquistou o bicampeonato consecutivo e foi eleita a Melhor Atacante e também a Maior Pontuadora .E representou este clube no Campeonato Mundial de Clubes de 2010 em Doha, no Qatar e finalizou em quinto lugar.
Em 2010 ela volta a vestir a camisa#6 da Seleção Tailandesa quando disputou a XIII edição dos Jogos Asiáticos, sediados em Guandhzou e encerrou na quinta colocação.Ainda em 2010 disputou a II edição da Copa Asiática em Taicang, na China, finalizando com a medalha de prata; e nesta temporada representou a seleção no Grand Prix 2010 e finalizou na décima colocação geral.Também representou a seleção principal na disputa do Campeonato Mundial de 2010 encerrando na décima terceira posição.
Na temporada seguinte atuou por dois clubes  um deles foi em seu país o Kathu Phuket conquistando o título da Liga A Tailandesa 2010-11 e o outro foi o clube russo do Dinamo Kazan conquistando o título da Superliga Russa A.Reforçou o Chang  no Campeonato Asiático de Clubes de 2011 sediado em Vĩnh Yên, no Vietnã e conquistou o tricampeonato consecutivo nesta competição e também competiu por este no Campeonato Mundial de Clubes em Doha novamente e outra vez alcança a quinta colocação geral.
Foi condecorada em 2010 com a Medalha de Ouro de Honra ao Mérito (6ª classe) na Ordem de Direkgunabhorn.Recebeu novamente convocação para Seleção Tailandesa para disputar o Grand Prix de 2011 e finalizou na sexta colocação geral e no mesmo ano disputou a edição do Campeonato Asiático na cidade de  Taipei, em Taiwan, após avançar as semifinais finalizou no quarto lugar.Alcançou o tricampeonato consecutivo na XXVI edição dos Jogos do Sudeste Asiático de 2011 sediado nas cidades de Palembang  e Jakarta.
Renovou com o Kathu Phuket e obteve o bronze na Liga A Tailandesa 2011-12 e disputou a Liga B Tailandesa (Pro Challenge ou segunda divisão) pelo Samut Prakan VC e alcançou o título nesta competição.Novamente é contratada pelo clube  Chang para disputa da Copa da Princesa, ou seja, o  Campeonato Asiático de Clubes de 2012 sediado em Nakhon Ratchasima, na Tailândia e conquistou o a medalha de bronze na edição.
No ano de 2012 foi convocada para elenco principal tailandes e disputou a edição da Copa Asiática em Almaty e obteve seu primeiro título na história desta competição e se destacou individualmente sendo premiada como a Melhor Jogadora (MVP), a Maior Pontuadora e a Melhor Atacante.Permaneceu neste mesmo ano no elenco principal para disputar o Grand Prix  cuja fase final deu-se em Ningbo, e vestindo a camisa#6 e finalizou na quarta colocação.E disputou também pela seleção principal a edição do Pré-Olímpico Mundial em Tóquio finalizando na quinta posição.E  representou a  Rbac na Copa da Princesa de 2012, Jogos Universitários Tailandes, conquistando o vice-campeonato e neste ano seu desempenho foi  coroado com  o Prémio  de Atleta do Ano eleita pela VII Siamsport Awards .
Transferiu-se na jornada 2012-13 para o voleibol do Azerbaijão e foi contratada pelo Igtisadchi Baku conquistou o vice-campeonato na Superliga Azerbaijão A correspondente e disputou a Copa CEV 2012-13 e avançando as oitavas de final finalizando na décima terceira posição.Representou o PEA Sisaket na edição da Copa da Princesa da Tailândia e conquistou o título.Reforçou o clube tailandês do Idea Khonkaen na Copa da Tailândia (Thai-Denmark Superliga) de 2013 e alcançou o título, além da premiação de Melhor Jogadora (MVP).
Ainda em 2013 foi convocada para Seleção Tailandesa e disputou a edição da Universíada de 2013 realizada em Cazan, na qual vestiu a camisa#6  e conquistou medalha  de bronze e disputou a edição do Campeonato Asiático  em Nakhon Ratchasima.
Nesta temporada pela seleção também vestiu a camisa#6 na edição do Grand Prix de 2013 e finalizou na décima terceira colocação e finalizou a temporada pela seleção disputando a Copa dos Campeões de 2013, finalizando no quinto lugar e integrando a seleção do campeonato como a segunda Melhor Ponteira.Conquistou o quarto ouro consecutivo na XXVII edição dos Jogos do Sudeste Asiático de 2013 em Nepiedó, Myanmar.
A atuação individual na temporada de 2013 foi bastante reconhecida, sendo novamente eleita a Jogadora do Ano na Tailândia por votação popular na VIII Siamsport Awards,   recebeu o Prêmio  Mthai Top Talk-About na categoria  "Top Talk About Sport Woman" de 2013 e foi condecorada como um distintivo de honra da corte real  de Comandante (3ª classe) da Ordem do Elefante Branco em 2013.
Com contrato renovado com o Igtisadchi Baku disputou a Superliga Azerbaijão A conquistando o bronze e disputou também a edição da Liga dos Campeões da Europa 2014, avançando ao Play off 12, mas a equipe foi eliminada e finalizou na oitava colocação geral.Na mesma temporada 2013-14 atuou pelo clube tailandês do Nakhon Ratchasima conquistou o título da Liga A Tailandesa correspondente e o vice-campeonato da Copa da Tailândia (Thai-Denmark Superliga) de 2014.
Voltou a servir a Seleção Tailandesa em 2014 na edição do Grand Prix de 2014 agora subdividido em grupos  e atuou por esta seleção no chamado Primeiro Grupo, novamente com a camisa#6 encerrando na décima primeira posição e disputou a XIV edição Jogos Asiáticos de 2014 na cidade de Ansan (Coreia do Sul) e conquistou a medalha de bronze e  competiu na edição do Campeonato Mundial pela seleção principal, que ocorreu na Itália, novamente vestiu a camisa#6, finalizando na décima sétima posição.
Foi contratada pelo JT Marvelous nas competições de 2014-15 e conquistou o título da Liga V.Challenge League (2ª Divisão)  correspondente.Disputou edição do Grand Prix de 2015 no chamado Primeiro Grupo, novamente com a camisa#6 encerrando na nona posição.
Atuou pela Seleção Tailandesa em 2015 na edição do Campeonato Asiático realizado em Tianjin e conquistou a medalha de bronze.Pela seleção conquistou  a quinta medalha de ouro consecutiva na edição dos Jogos do Sudeste Asiático de 2015 em Singapura.
Foi condecorada com o distintivo Companheira (4ª classe) da Ordem do Direkgunabhorn de honra ao mérito em 2015.Novamente alcançou o título da segunda divisão do Campeonato Japones 2015-16 (agora chamado de V.Chalenge 1)  com o  JT Marvelous .Nesta temporada também atuou novamente pelo  clube tailandês do Nakhon Ratchasima conquistando o bronze na Copa da Tailândia (Thai-Denmark Superliga)  de 2016.
Ainda em 2016 foi convocada para Seleção Tailandesa  para disputar a edição do Pré-Olímpico Mundial I sediado no Japão, no qual encerrou na quinta posição geral e não obteve a qualificação olímpica.Em seguida disputou pela seleção a edição do Montreux Volley Masters neste mesmo ano e conquistou a medalha de prata. 
Ainda na temporada de 2016 foi convocada para Seleção Tailandesa para disputar a edição do Grand Prix.

## Títulos e resultados
- Grand Prix:2012[64]
- Jogos Asiáticos:2006[10]
- Campeonato  Asiático:2011[56]
- Superliga Russa A:2010-11[49]
- Copa da Tailândia:2013[2]
- Copa da Tailândia:2014[2]
- Copa da Tailândia:2016[2]
- Liga A Tailandesa:2010-11[2],2013-142010-11[2]
- Liga A Tailandesa:2011-12[2]
- Liga B Tailandesa:2012[2]
- Superliga Azerbaijão A:2012-13[2]
- Superliga Azerbaijão A:2013-14[83]
- Liga A Suíça:2008-09[21]
- Liga A Suíça:2009-10[33]
- Liga A Vietnamita:2005[4]
- Copa da Princesa da Tailândia:2013[2]
- Copa da Princesa da Tailândia:2012[2]
- Liga B Japonesa:2014-15[2], 2015-16[2]

## Premiações individuais
- Companheira  (4ª classe) da Ordem do Direkgunabhorn de 2015[94]
- Atleta do Ano em 2013 da Tailândia[81]
- Comandante (3ª classe) da Ordem do Elefante Branco de 2013[82]
- 2ª Melhor Ponteira da  Copa dos Campeões de 2013[78]
- MVP da Copa da Tailândia de 2013[2]
- Atleta do Ano em 2012 da Tailândia[2]
- MVP  da Copa Asiática de 2012[62]
- Melhor Atacante  da Copa Asiática de 2012[62]
- Maior Pontuadora  da Copa Asiática de 2012[62]
- Medalha de Ouro de Honra ao Mérito (6ª classe) da Ordem do Direkgunabhorn de 2010[53]
- Melhor Atacante do Campeonato Asiático de Clubes de 2010 [2]
- Maior Pontuadora do Campeonato Asiático de Clubes de 2010 [2]
- MVP  do Campeonato Asiático de Clubes de 2009[2]
- Melhor Atacante do Campeonato Asiático de Clubes de 2009 [2]
- MVP  do Campeonato Asiático de 2009 [25]
- Miss Voleibol do Campeonato Asiático de Clubes de 2004[3]